# Relatório Lalonde
O relatório Lalonde foi um relatório produzido em 1974 no Canadá, sob o nome de A new perspective on the health of Canadians (Uma nova perspectiva da saúde de canadenses).. É considerado o "primeiro relatório governamental moderno no mundo ocidental a reconhecer que a ênfase em assistência médica sob um ponto de vista biomédico é errado, e que é necessário olhar além do sistema tradicional de saúde (tratamento dos doentes) se o objetivo é melhorar a saúde do público."
O nome do relatório provém de Marc Lalonde, que era o Ministro da Saúde do país à época. Lalonde propôs um novo conceito de saúde. Ele notou que a "visão tradicional da saúde é que a arte da medicina é a fonte onde o qual todas as melhorias na saúde surgiram, e que a crença popular iguala saúde com a qualidade da medicina." Lalonde propôs que a saúde poderia ser classificada em quatro elementos gerais: biologia, ambiente, estilo de vida, e organização da assistência sanitária; isto é, determinantes da saúde fora do sistema de assistência sanitária.
O relatório enfatizou a responsabilidade de cada indivíduo em mudar seus comportamentos para melhorar sua saúde. Outra inovação do relatório é que "propôs que intervenções da saúde pública deveriam dar ênfase em segmentos da população de maior risco." O relatório também foi fundamental na identificação de desigualdades sanitárias.